# Erastria cristataria
Erastria cristataria là một loài bướm đêm trong họ Geometridae.